# Bande dessinée documentaire
 (novembre 2018).
La bande dessinée documentaire est un genre de bande dessinée qui témoigne du réel, souvent pour le commenter. Elle est un genre qui peut être engagé et militant. Elle n'est généralement pas distinguée de la bande dessinée de reportage. Elle est parfois également dénommée BD du réel, BD pédagogique, BD didactique, essai graphique ou encore BD de non fiction. Les pionniers du genre sont : Cabu, Joe Sacco, Guy Delisle, Étienne Davodeau, Emmanuel Guibert, Frédéric Lemercier et Philippe Squarzoni.
La bande dessinée autobiographique peut être considérée comme un de ses sous-genres.

## Historique

### Naissance (des années 1940 au années 1980)
Aux États-Unis. les premiers comics documentaires, d'abord sous forme de comic strips puis de comic book datent des années 1940. Pour Thierry Groensteen, Jacqueline Duhême fait partie des précurseurs du genre en France : cette collaboratrice du magazine Elle, dans les années 1950, créé des reportages en dessins. Le genre est héritier direct du dessin de presse,. Dès 1975, le japonais Keiji Nakazawa raconte dans son manga Gen d’Hiroshima sa survie après la bombe d'Hiroshima.

### Reconnaissance (années 1980 et 1990)
Entre 1986 et 1991, Art Spiegelman marque également les esprits avec Maus qui racontent la shoah par le biais du témoignage de son père. C'est au début des années 1990 que le genre est reconnu comme tel grâce au roman graphique de Joe Sacco intitulé Palestine, à la suite d'un reportage mené en décembre 1991 et janvier 1992 : « S’estimant mal informé, il s’était rendu dans les territoires palestiniens afin d’obtenir un autre point de vue que celui véhiculé par les médias ». Le journaliste et critique de bande dessinée Jean-Christophe Ogier, instigateur du Prix France Info, partage cet avis dans une interview.
Dans Le Monde, Christophe Quillien commente : « Scénaristes et dessinateurs pratiquent volontiers le reportage, le témoignage ou l'investigation ». Rapportant les propos d'un responsable chez Hachette, le journaliste mentionne « La BD documentaire permet de toucher un public qui ne lit pas forcément de romans ».
Depuis 1994, France Info décerne chaque année un prix aux « bandes dessinées d'actualité et de reportage ».

### Explosion grand public (depuis les années 2000)
A partir des années 2000, le genre se développe encore davantage, et conquiert un nouveau public. De grands noms s'affirment, tels Marjane Satrapi, Etienne Davodeau, Marion Montaigne ou Guy Delisle. Une grande diversification du genre s'opère. En 2016, Au cœur de Fukushima, de Kazuto Tatsuta en 2016 mène l’enquête sur l’accident de Fukushima.
Des appellations diverses sont employées : bande dessinée documentaire, BD du réel, bande dessinée de reportage, BD pédagogique, BD didactique ou encore BD de non fiction,.

#### Études
- Björn-Olav Dozo, « Note sur la bande dessinée de reportage », dans Textyles, 1er juin 2010 (lire en ligne), chap. 36-37, p. 149-155.
- Collectif, France Info : 30 ans d'actualité : De la chute du mur de Berlin aux attaques terroristes du 11 septembre, de Fukushima au prix Nobel de Modiano, de la libération de Mandela à l'élection d'Obama, 30 dates qui ont marqué notre temps, Paris, Futuropolis, octobre 2017, 316 p. (ISBN 978-2-7548-2362-3).
- Lorenzo Ciavarini Azzi, « La bande dessinée à l'épreuve du monde », Le Magazine littéraire, no 482,‎ 1er janvier 2009.
- Neuvième Art numéro 7, janvier 2002 : « Dossier : la bande dessinée de reportage », pages 46-69.
  - Vincent Bernière, « La BD sur le terrain », Neuvième Art, no 7,‎ janvier 2002, p. 46-55.
  - Jean-Pierre Mercier et Joe Sacco, « Entretien avec Joe Sacco », Neuvième Art, no 7,‎ janvier 2002, p. 56-60.
  - Jean-Christophe Menu, « L'Association et le reportage », Neuvième Art, no 7,‎ janvier 2002, p. 61-64.
  - Bernard Joubert, « Les reportages de Cabu », Neuvième Art, no 7,‎ janvier 2002, p. 65-69.
- Lucie Servin, « Guerre, économie, politique... La bande dessinée à l'épreuve du monde », Les Cahiers de la bande dessinée, no 5,‎ octobre-décembre 2018, p. 114-125.
- Vincent Bernière, « Le reportage dessiné », Bang!, no 1,‎ hiver 2003, p. 38-53.

#### Articles de presse
- Thomas Dusseau, « Dessine-moi un reportage », Libération,‎ 28 juillet 2010 (lire en ligne).
- Coralie Febvre /AFP, « La bande dessinée documentaire, démarche d'auteur devenue un genre à succès », Le Point,‎ 24 juin 2012 (lire en ligne).
- Sébastien Naeco, « BD de reportage, début d’un âge d’or ? », sur Le Comptoir de la BD, 17 janvier 2012.
- Nicole Emiliani, « Le mois de la BD reportage », La Provence,‎ 10 avril 2015 (lire en ligne).
- Clara Dupont-Monod, « Ils traitent de l'actualité, ils s'engagent, ils vont où les autres ne vont pas...Et si les auteurs de BD étaient les nouveaux journalistes ? », Marianne,‎ 26 janvier 2008.
- AFP, « La bande dessinée, une autre façon de raconter le réel », AFP Infos Françaises,‎ 16 juillet 2017.
- Olivier Mimran, « Bande dessinée: Des bulles qui disent le monde », 20 minutes,‎ 28 février 2012 (lire en ligne).
- Frédéric Potet, « Bédéiste de terrain, métier d’avenir », lemonde.fr,‎ 7 février 2019 (lire en ligne).
- Anne Vidalie, « L'actu se met en bulles », L'Express,‎ 25 janvier 2017 (lire en ligne).
- « Place à la BD reportage », Le Bien public,‎ 12 septembre 2013.
- Stéphane Dreyfus et Hélène Fargues, « La BD s'empare du réel », La Croix,‎ 27 septembre 2012.
- Olivier Delcroix et Thiébault Dromard, « Quand l'actualité nourrit la bande dessinée », Le Figaro,‎ 4 août 2003.
- Raphaël Mathie, « Aux portes du réel », Le Figaro,‎ 24 janvier 2001.
- Gilles Médioni, « À vos planches citoyens! », L'Express,‎ 24 janvier 2002.